# Романов, Иван Фёдорович
Иван Фёдорович Романов (псевдоним «Рцы»; 1859—1913) — публицист, литературный и художественный критик, журналист.

## Биография
Родители из крестьян. В 1877 году с отличием окончил гимназические классы московского Катковского лицея, а затем университетский курс при лицее
со степенью кандидата прав, получив хорошее образование, включавшее знание пяти языков, в том числе латинского и греческого. Служить отправился в 1881 году на Украину: кандидат на судебные должности при Нежинском окружном суде, с августа 1882 года — при прокуроре Киевской судебной палаты (с ноября — коллежский секретарь), в январе 1883 года уволен по прошению. Числился помощником присяжного поверенного, но работа в адвокатуре не удовлетворяла Романова, и он оставался в ней «номинально» (до 1891).
В 1885 году Романов послал свой «первый публичный опыт» редактору газеты «Русь» И. С. Аксакову, который последний «не напечатал, но… очень похвалил». В последнем номере газеты (от 1 марта 1886 года) появляется одна из первых публикаций Романова — письмо-соболезнование А. Ф. Аксаковой в связи со смертью И. С. Аксакова. В этом письме Романов предстает сторонником трудного становления «русского самосознания». Пребывая в Киеве (до августа 1892), начал сотрудничать в московской консервативно-славянофильской прессе: газете «Современные известия» (1886—1887) Н. П. Гилярова-Платонова, ставшего благодаря «интереснейшей переписке» его заочным другом, журнале С. Ф. Шарапова «Русское дело». Помимо статей политического и экономического характера Романов публикует в «Русском деле» (1887—1888), а позже в Шараповском же «Русском труде» (1897—1899) многочисленные юморески за подписью Тпррру. О своём идейном дозревании в середине 1880-х годов он расскажет в очерке «Как я нашел Никиту Петровича» («Русский труд», 1898). В 1883 году он «зачитывался» богословскими «брошюрами» А. С. Хомякова, только недавно переведенными с французских изданий (Гиляровым-Платоновым). Две хомяковские идеи легли в основу религиозно-философского умонастроения Романова: полнота и свобода личности и духовно-религиозная соборность, реализуемые в их взаимообусловленности лишь в православной церкви.
В 1891 году вышли две брошюры Романова: «Вечер чёрной и белой магии» (К.) — осмеяние утопического романа Э. Беллами «В 2000 году», и «Тексты перепутал!» (СПб.) — упрёк Л. Н. Толстому за чрезмерный аскетизм «Крейцеровой сонаты». В том же году, преодолевая цензурное сопротивление, в Москве вышла книга Романова «Листопад» — итог киевского периода его жизни и творчества. Обладая несомненным литературным дарованием и оригинальностью подходов ко многим темам, Романов не получил признания у критики и в читательской среде (тираж «Листопада» не разошелся и к 1904). Среди причин — и неумение Романова ладить с издателями, и его собственная леность («Я страх как тяжёл на подъем» — из письма В. В. Розанову). В. В. Розанов сравнивал его с Тентетниковым из «Мёртвых душ» Н. В. Гоголя. Уже женатый и с двумя дочерьми (всего имел не менее 7 детей) и сам далеко не здоровый человек, Романов весьма бедствовал и вынужден был искать службу, что послужило, наряду с надеждой обрести живое общение с единомышленниками в замышлявшемся славянофильском журнале, причиной отъезда в Петербург осенью 1892; но и в 1905 году он писал о «гнетущей задолженности и беспросветности впереди». В столице Романов поступил в Государственный контроль (февраль 1893), в мае командирован в Департамент железнодорожной отчётности, где сошелся с кругом поздних славянофилов — Т. И. Филипповым, С. Ф. Шараповым, Н. П. Аксаковым, А. В. Васильевым. Печатался в изданиях Васильева «Благовест» (начал ещё будучи в Киеве) и «Русская беседа». В июле 1893 года был переведён чиновником особых поручений 8-го класса при Министерстве земледелия и государственных имуществ. Неоднократно командировался для изучения постановки различных промыслов, лесного дела, мелиорации в том числе в Италию, Швейцарию, Францию (1897, 1902—1904). Надворный советник (с 1902). В конце 1905 года вышел в отставку. В 1896 году Романов из-за недостатка средств переехал в Гатчину, где и оставался до 1904 года. Здесь он пережил смерть троих сыновей (от скарлатины).

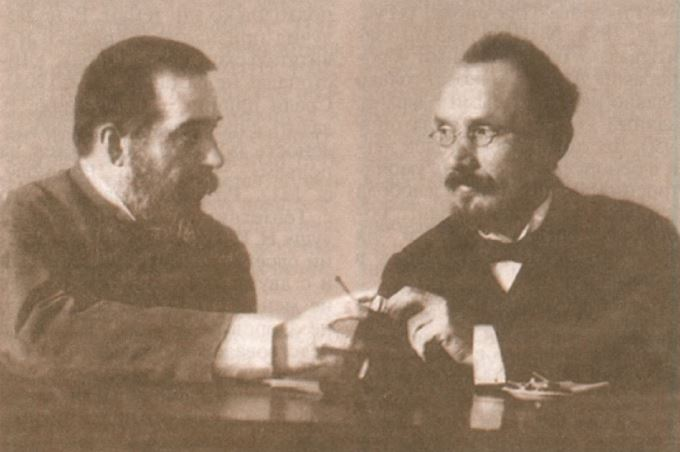
И. Ф. Романов (Рцы) и В. В. Розанов (1901)

Важнейшую роль в творческой биографии Романова сыграло знакомство с В. В. Розановым: по прочтении его работы «Легенда о Великом инквизиторе…» Романов послал ему пространное письмо (11 сентября 1891 года), следствием которого и явились многолетняя переписка и дружба (в 1893 году они стали коллегами по Департаменту железнодорожной отчётности и соседями по дому). Дружба с Розановым временами омрачалась взаимным ожесточением; из наиболее жёстких выступлений Розанова в адрес Романова — статья «Среди людей „чисто русского направления“» (1906), где он даёт карикатурный портрет Романова-Рцы, не называя его имени: «Все силы его, весь ум, знание света и человеческих отношений и были направлены к тому, чтобы… разрешить проблему, бесчестную в самом основании, как устроить и устроиться так, чтобы можно было и ничего не делать — и сладко есть, не работать — и получать».
Последним отдельным изданием Романова стал сборник статей «Червоточина истории» (СПб., 1906), включивший его письма-статьи к Шарапову по широкому кругу вопросов, а также исследование «Правящий механизм во Франции», где наряду с обличением «язвы» бюрократии как «класса» Романов попытался вскрыть сущность современной бюрократии, призывал к её реформированию и привлечению к бюрократическому управлению талантливых людей, независимо от национальности и социального происхождения, как это сложилось в Англии. В середине 1900-х - начале 1910-х годов сотрудничал в газетах «Россия» (1905, 1907—1909, 1911—1913), «Слово» (1904—1906), «Новое время» (1910), «Санкт-Петербургские ведомости» (1909, 1911), как
всегда высказываясь на самые разнообразные темы, вплоть до метеорологии и фотографии, которой он увлекался.
Посмертную характеристику Романову дал в некрологе Розанов: «Он отличался необыкновенно сильным и проницательным умом, обширной начитанностью в литературе, истории и богословии, но эти качества, которые могли бы выдвинуть его в первые ряды публицистической литературы, сопровождались
слишком капризной и оригинальной формою выражения, формою письма, которая была очень хороша „на любителя“, но сыграла роковую роль в признании его вообще читающим обществом».